# Суарес Пертьерра, Густаво
Густаво Суарес Пертьерра (исп. Gustavo Suárez Pertierra; род. 27 февраля 1949, Кудильеро, Астурия) — испанский юрист и политик, министр обороны (1995—1996).

## Биография
Родился 27 февраля 1949 года в Кудильеро. Он получил степень доктора юридических наук в Вальядолидском университете.
Суарес Пертьерра читал лекции по каноническому праву в Университете Овьедо и Вальядолидском университете. В 1980-х годах он непродолжительное время занимал пост президента Университетской социалистической группы.
Он занимал пост заместителя министра обороны с 1984 по 1990 год, а также был государственным секретарём военной администрации с 1990 по 1993 год. В 1993 году он был назначен министром образования и науки. В 1995 году, после перестановок в кабинете министров, он занял пост министра обороны.
Он баллотировался кандидатом в депутаты и стал членом 6-го Конгресса депутатов. Он также возглавлял Королевский институт Элькано в 2005—2012 годах.
В 2018 году Суарес Пертьерра был назначен президентом испанского комитета ЮНИСЕФ.